# Ateneo
Ateneo de Náucratis (en griego antiguo: Ἀθήναιος Nαυκρατίτης, Athēnaios Naukratitēs; en latín: Athenaeus Naucratita) fue un retórico y gramático griego que floreció entre finales del siglo II y principios del III. La Suda tan solo dice que vivió en tiempos de Marco Aurelio, pero el desprecio con el que habla de Cómodo, que murió en el año 192, demuestra que sobrevivió al emperador.
Varias de sus publicaciones se perdieron, pero los quince volúmenes del Banquete de los eruditos sobrevivieron en gran parte.

## Banquete de los eruditos

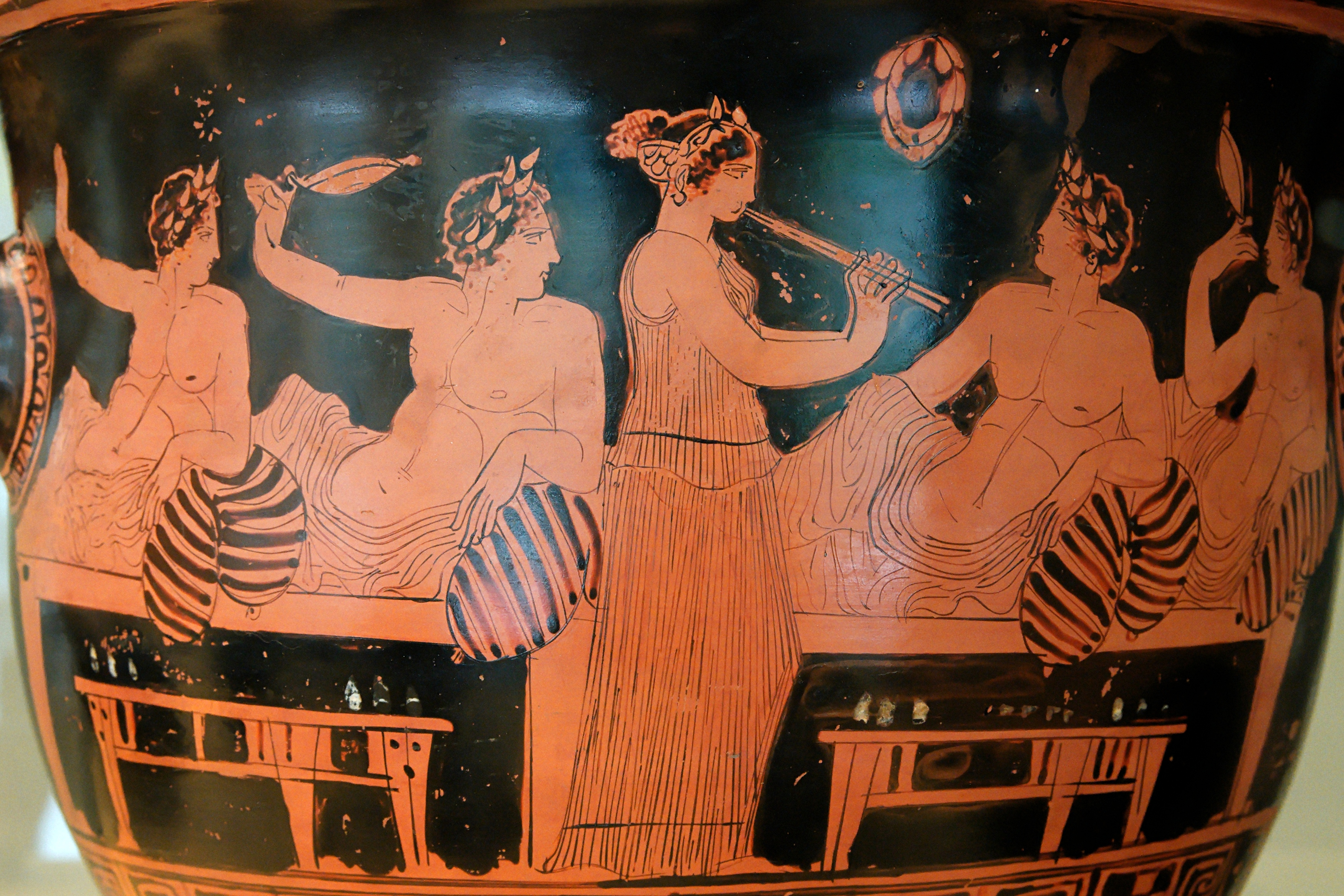
Los Deipnosofistas pertenece a la tradición literaria inspirada por el uso del banquete griego. Comensales jugando al cótabo mientras que un músico toca el aulos, decorado por el artista Nicias.

Se lo recuerda sobre todo por la colección antológica en quince libros titulada Deipnosofistas (Banquete de los eruditos), una suma de diálogos sobre una gran variedad de temas. Se trata de una valiosa fuente de información sobre el mundo antiguo, pues incluye muchos detalles sobre la vida cotidiana, la concepción de la vida y las ideas, así como pasajes de numerosas obras hoy perdidas. Probablemente la obra fuera acabada en los años inmediatamente posteriores a la muerte del emperador romano Cómodo en 192. La obra pertenece a la variedad polihistórica del género banquete, anteriormente utilizada por Platón en Banquete, por Aristóxeno y Dídimo el Músico.
El banquete de los eruditos, en su versión actual tiene quince libros, aunque quizá originalmente fueran treinta. Hay un epítome que cubre las lagunas existentes. En el banquete, que se prolonga durante varios días, la filosofía, la literatura, el derecho, la medicina y otras, aparecen representadas por un gran número de invitados, que en algunos casos son personajes históricos (el más famoso es Galeno). Como contraste, Ateneo presenta a un filósofo cínico. El anfitrión llamado Larense, quizá el patrono del autor, está atestiguado epigráficamente.
El marco simposíaco, aunque no desprovisto de humor en ocasiones, se halla subordinado al interés de las colecciones de extractos que contiene. Dichos extractos están relacionados con todos los temas y argumentos propios del convivio; proceden de un gran número de autores, especialmente de la comedia nueva y la comedia media, cuyas obras se han perdido. Tienen valor desde el punto de vista de la literatura. La disposición de estos extractos sugiere a veces que el autor usó léxicos (Dídimo, Pánfilo) o de didaskalíai (listas de producciones dramáticas), al igual que listas de kōmōdoumenoi (los personajes objeto de burla en las comedias). Pero Ateneo recopiló muchos textos al margen de los de los grandes escritores. Cita a unos 1250 autores, da el título de más de mil obras teatrales y copia más de diez mil versos.
En 1999, Lucía Rodríguez-Noriega Guillén recibió el Premio Nacional de Traducción por su versión del Banquete de los eruditos, inédito hasta entonces en España.

Deipnosophistae, 1535.